# Wilhelm Moeck
Wilhelm Moeck (* 28. Mai 1880 in Borgfelde; † 26. Januar 1954 in Dresden) war ein deutscher selbständiger Fotograf.

## Wilhelm Moeck
Wilhelm Moeck, Sohn eines Polizeiinspektors, trat noch zur Zeit des Deutschen Kaiserreichs im Jahr 1907 in das bereits zehn Jahre zuvor 1897 gegründete fotografische Unternehmen von Eugen Schiffter ein, das er dann zunächst als Firma „E. Schiffter Nachfolger“ als selbständiger Unternehmer und „Photographenmeister“ in der Bienertstraße 14 in Dresden-Plauen führte.
1909 wurde er zum Vorstand der seinerzeitigen Photographischen Gesellschaft zu Dresden sowie der Photographeninnung Dresden gewählt. Letzterer gehörte er 1937 – dem Jahr seines 30-jährigen Betriebsjubiläums – als Beirat an.
Moecks Ablichtungen sind teils mit dem Bildnachweis „Phot. W. Moeck Dresden“ versehen, so beispielsweise der „Bildniskopf Georg Kolbe“ in dem von der Konzertdirektion Arthur Bernstein in Hannover um 1927 herausgegebenen „Prospekt IV 1926/27“ zu Aufführungen der Tänzerin Gret Palucca mit dem Titel Tanz. Palucca.

## Bekannte Werke (Auswahl)
- Porträtfotografie des Ornithologen und Forschungsreisenden Bernhard Hantzsch[4]
- Quarzabbau am Plauenscher Grund, um 1910[5]